# Medalha Dirac (WATOC)
A Medalha Dirac (em inglês:  Dirac Medal) é concedida anualmente pela World Association of Theoretical and Computational Chemists "para químicos computacionais proeminentes com idade inferior a 40 anos". A medalha foi concedida a primeira vez em 1998.

## Laureados
| Ano  | Nome                  | Ano  | Nome             | Ano  | Nome             | Ano  | Nome         |
| 1997 |                       | 1998 | Timothy J. Lee   | 1999 | Peter M. W. Gill | 2000 | Jiali Gao    |
| 2001 | Martin Kaupp          | 2002 | Jerzy Cioslowski | 2003 | Peter Schreiner  | 2004 | Jan Martin   |
| 2005 | Ursula Roethlisberger | 2006 | Lucas Visscher   | 2007 | Anna Krylov      | 2008 | Kenneth Ruud |
| 2009 | Jeremy Harvey         | 2010 | Daniel Crawford  | 2011 | Leticia González | 2012 | Paul Ayers   |
| 2013 | Filipp Furche         | 2014 |                  | 2015 |                  | 2016 |              |